# おとなの教室
『おとなの教室』（おとなのきょうしつ）は、2009年3月30日から11月30日まで、中部日本放送（CBC）制作・TBS系列にて放送されたミニ生活情報・教養番組である。ハイビジョン制作･ステレオ放送・字幕放送を実施。2009年3月27日まで放送されていた『ひるドラ』の後継番組として位置づけられている。
開始から2009年9月25日までは『ひるネタ!おとなの教室』のタイトルで放送された。
2009年12月1日からは本番組を一新させた『ごごネタ!』がスタートした。

## 番組内容
番組開始当初は月曜日・水曜日・金曜日は下記の教科に沿った情報を紹介され、火曜日・木曜日はそれぞれ漢字や言葉・数字を使った脳力トレーニングを行なわれた。

- 月曜日：社会
- 火曜日：国語
- 水曜日：理科
- 木曜日：算数
- 金曜日：家庭科

2009年8月頃からは一般の生活情報番組のように月曜日 - 水曜日は健康・ファッション、木曜日は脳内クイズ、金曜日は料理に沿った情報にテコ入れされた。

## 放送時間の変遷
| 期間      | 期間       | 放送時間（JST）          |
| --------- | ---------- | ------------------------ |
| 2009.3.30 | 2009.9.25  | 月曜 - 金曜11:55 - 12:00 |
| 2009.9.28 | 2009.11.30 | 月曜 - 金曜13:50 - 13:55 |

## タイムテーブル

### 開始から2009年9月25日まで
- 11:55.00 CM（前枠番組『THE NEWS』より各局別CMを挟んで接続）
- 11:55.30 オープニング・提供クレジット・本編
- 11:57.15 漢字クイズ
- 11:57.20 CM
- 11:57.50 提供クレジット
- 11:57.55 漢字クイズの答え
- 11:58.00 放送終了（各局別CMを挟んで次枠番組『ひるおび!』へ接続）

### 2009年9月28日 - 終了まで
- 13:50.00 オープニング・提供クレジット・本編
- 13:51.45 漢字クイズ
- 13:51:50 CM
- 13:52.20 提供クレジット
- 13:52.25 漢字クイズの答え
- 13:52.30 放送終了

## 番組ナレーション
- 大石邦彦（中部日本放送アナウンサー、カタブツさん役）
- 丹野みどり（中部日本放送アナウンサー）

※『イッポウ』2009年4月13日放送分『コレ知らないと』のコーナーで、本番組のアフレコ風景がOAされた。

## 備考
- 2009年9月25日までは新聞の番組欄上では『ひるおび!』に内含（『ひるおび!』編成上は中断）扱いとなっていたが、9月28日からは『ひるおび!』本編終了後の放送（月曜日 - 木曜日）に変わった為、新聞番組欄上でも独立番組として表記されている[4]（金曜日は『そらナビ』と『バンバンバン』に挟まれる形での放送なので『ひるおび!』編成上は中断、新聞の番組欄では『そらナビ』に内含の各扱い。金曜版は『そらナビ』よりステブレレスで開始し、次枠『バンバンバン』へは2分半のステブレを挟んで接続）。
- 2009年10月26日に於いてTBS・CBCなどでは14:50まで『ひるおび!スペシャル 酒井法子被告初公判』を放送のため14:50からの放送となり、13:50飛び降りの系列局ではCBCからの裏送りで先行ネットされた。
- 11:55枠時代は月曜日から金曜日までアートネイチャー一社提供番組であったが、13:50枠時代はアートネイチャー以外のスポンサーも加入した。